# 木星環

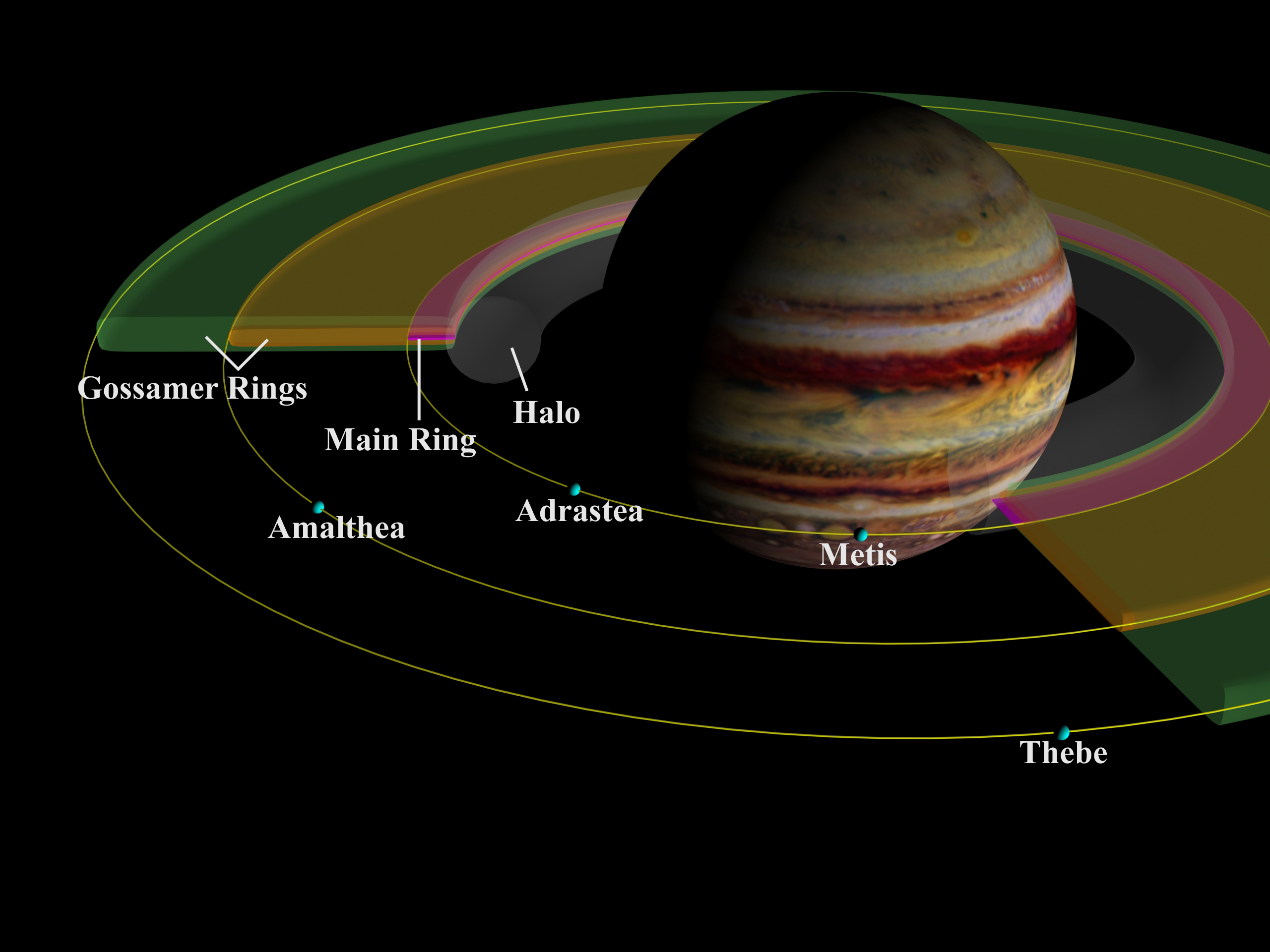
組成木星環的四個主要成員

木星環（英語：Rings of Jupiter）是指圍繞在木星周圍的行星環系統。它是太陽系第三個被發現的行星環系統，第一個和第二個分別是土星環及天王星環。木星環首次被觀測到是在1979年，由航海家一號發現及在1990年代受到伽利略號進行詳細調查。木星環在25年來亦可以由哈勃太空望遠鏡及地球觀察。在地上需要現存最大的望遠鏡才能夠進行木星環的觀察。
隱約的木星環系統主要由塵埃組成。木星環分成四個部分：厚厚的粒子環面內晕層稱為“光環”；一個相對光亮的而且特別薄的“主環”；以及兩個外部既厚又隱約的“薄紗環”（或称“蛛网环”），其名稱由形成它們的衛星物質而來：木衛五（阿馬爾塞）和木衛十四（底比斯）。
木星環的主環及光環由衛星木衛十六（墨提斯）、木衛十五（阿德剌斯忒亞）及其他不能觀測的主體因為高速撞擊而噴出的塵埃組成。在2007年二月至三月由新視野號取得的高解像度圖像顯示主環有豐富的精細結構。
在可見光及近紅外線光線下，除了光環呈現灰色或藍色外，木星環會呈現紅色。在環內的塵埃大小不定，但是所有環除了光環以外的塵埃橫切面面積最大為半徑約15微米的非球體粒子。光環主要由亞微米級塵埃組成。環狀系統的主要質量（包括不可見的主體）約為1016 公斤，和木衛十五質量相當。環狀系統的年齡不詳，但是可能在木星形成時已經存在。

## 結構
四個已知的木星環的重要性質列在以下列表。
| 名稱             | 半徑（km）      | 闊度（km） | 厚度（km） | 光深度   | 塵埃比例 | 備註                                   |
| ---------------- | --------------- | ---------- | ---------- | -------- | -------- | -------------------------------------- |
| 光環             | 92,000–122,500  | 30,500     | 12500      | ～1×10−6 | 100%     |                                        |
| 主環             | 122,500–129,000 | 6,500      | 30–300     | 5.9×10−6 | ～25%    | 以木衛十五為界                         |
| 阿馬爾塞薄紗光環 | 129,000–182,000 | 53,000     | 2000       | ～1×10−7 | 100%     | 與木衛五連接                           |
| 底比斯薄紗光環   | 129,000–226,000 | 97,000     | 8400       | ～3×10−8 | 100%     | 與木衛十四連接。在木衛十四外亦有伸延。 |

## 主環

### 外表及結構

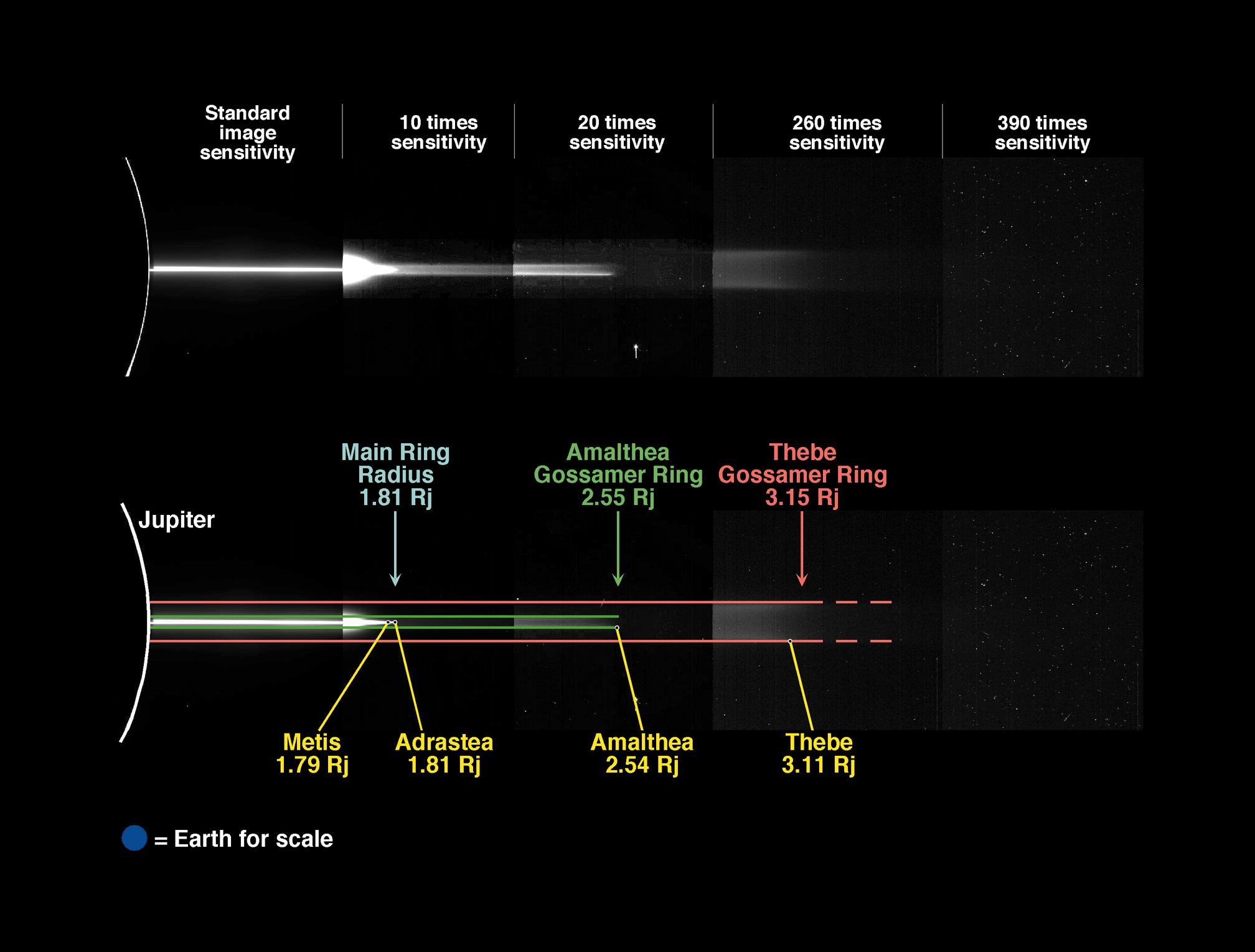
圖像拼接木星環及顯示她們位置的圖解（鳴謝NASA/JPL-Caltech）

#### 範圍
狹窄且薄的主環是木星環系統最亮的部分。其外部邊界位於半徑1.806RJ（～129,000 km; RJ = 木星赤道半徑或是71,398 km）並與木星最細小的內部衛星木衛十五軌道吻合。其內部邊界不受任何衛星定位並位於～122,500 km（1.72 RJ）。

#### 受到正面散射時的特徵
由以上的數據得知主環闊度為～6,500 km。主環的外貌依觀察角度而改變。受正面散射（scattering）的光線（即光線散射的角度相對太陽光的為小）照射的主環的光度在128,600 km急速下降（剛好在木衛十五軌道的內部）並在129,300 km達到背景等級（background level，剛好在木衛十五軌道的外部）。所以位於129,000 km的木衛十五可以清楚指示出主環位置。除了位於128,000 km的木衛十六軌道附近的部分顯著的缺口外，光度越接近木星便越會增加，並在環的中心點128,000 km達至最高光度。主環的內部邊界與此相反，由124,000至120,000 km慢慢地變得暗淡，與光環融合。所有木星環在受到正面散射的光線照射下都會變得特別光亮。

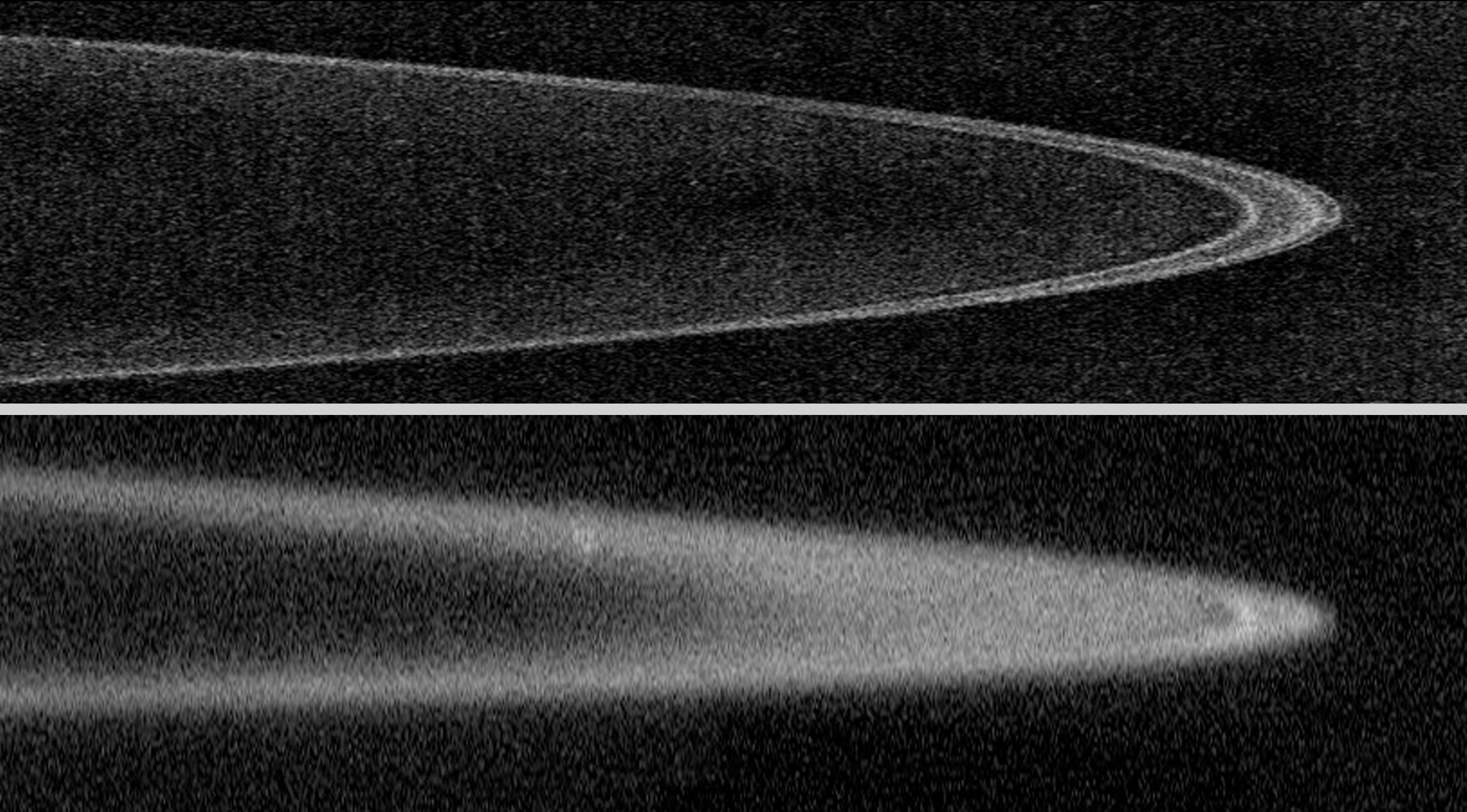
上方圖像顯示由新視野號拍攝受到背向散射光線照射的主環，可以見到主環的外部精細結構。下方圖像顯示受到正面散射光線照射的主環，可以見到主環除了墨提斯裂口外便沒有任何結構。(來源自NASA/約翰·霍普金斯大學應用物理實驗室/美國西南研究院)

#### 受到背向散射時的特徵

##### 木衛十五與木衛十六軌道間的三個小環
情況在背向散射光線（即光線以相對於太陽光的180°作出散射）照射的情況下變得不同。位於129,100 km，即略為在木衛十五軌道外的主環外部邊界變得十分陡峭。衛星的軌道被主環的一個裂口所標示，所以有一個薄薄的小環剛好在軌道外。另外一個小環位於木衛十五軌道內，接著又有一個成因不明的裂口位於～128,500 km。第三個小環在被發現在木衛十六的軌道外的中央裂口內部。主環的光度在木衛十六軌道外部急速下降，形成“墨提斯裂口”（Metis notch）。

##### 墨提斯裂口分開主環為兩部分
受到背向散射光線照射的木衛十六軌道內部的主環光度比起正面散射光線照射的上升程度少很多。所以在背向散射角度下主環表現出兩個不同部分：一個狹窄的外部由128,000伸延至129,000 km，其中包含了三個由裂口所分隔的小環；與及一個較暗淡的內部由122,500伸延至128,000 km，缺乏任何在正面散射中可見的結構。墨提斯裂口成為她們兩者的邊界。

##### 主環精細結構的偵測困難
主環的精細結構由伽利略號的數據發現，新視野號在2007年二月至三月的背向散射圖像令主環可以清楚被看見。但是哈勃太空望遠鏡、凱克天文台和卡西尼-惠更斯號的觀測不能偵測到其存在，有可能因為其不足的角分辨度。

#### 主環的光華
主環在背向散射光線觀察下像是剃刀般薄，在垂直方向伸延不足30 km。在側向散射角度下主環闊度是80–160 km，闊度以木星方向上升。主環在正向散射角度會顯得厚很多（～300 km）。伽利略號的其中一個發現是主環的光華，其光華是一個暗淡、相對厚（～600 km）的物質雲包圍其內部。她的光華越向內部，即往光環過渡的邊界方向便會變得越厚。伽利略號的詳細分析影像顯示主環光度的縱向轉變與觀察角度無關係。在500–1000 km的尺度中伽利略號的影像亦顯示出主環有不規則情況出現。

#### 七個細小的環物質團
在2007年二月至三月的新視野號航天器對主環中的新衛星進行了一個深入的探索。雖然無大於0.5km的衛星被發現，航天器的照相機偵測到七個細小的環物質團。她們的軌道剛好在木衛十五軌內，在一個密集的小環中。有關她們只是一團物質而非衛星的結論建基於她們延長了的方位角特徵。她們沿著主環的1000–3000 km間形成了一個0.1–0.3°的角。那些團塊分為兩組，分別有五位及兩位成員。現在對那些團塊的性質仍然不清晰，但是她們的軌道與木衛十六的有一個接近115:116和114:115的軌道共振。而這個相互作用引致她們可以有一個波狀結構。

### 光譜與粒子大小分佈

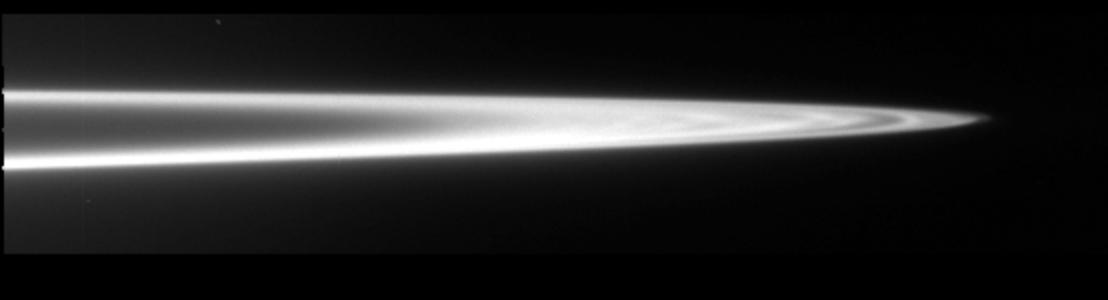
由伽利略號拍攝的主環正向散射圖像。木衛十六的裂口清晰可見。(鳴謝NASA/JPL-Caltech)

#### 主環的光譜特徵
由哈勃太空望遠鏡、凱克天文台、伽利略號和卡西尼-惠更斯號取得的主環的光學頻譜，顯示出組成主環的粒子是紅色的，所以她們的反照率在較長的波長較高。現存的光譜橫跨0.5–2.5 μm的範圍。現階段無任何光譜特徵可以指出那些粒子是那一種個別的化合物。主環的光譜特徵與木衛十五及木衛五的十分類似。

#### 嘗試解釋主環光譜特徵的假說
主環的性質可以由她包含顯著數量的0.1–10 μm粒子大小的塵埃假說得到解釋。以上假說解釋了為何主環的正面散射比背向散射較強。但是需要有較大的物體才能解釋主環光亮外部的強背向散射及精細構造。

#### 由數據推算下形成的模型
現存相態及光譜數據的分析引導出一個主環中的細小粒子的大小分佈遵守冪次法則（Power law）的結論：
{\displaystyle n(r)=A\times r^{-q}}
其中n(r) dr為半徑在r與r + dr之間的粒子數目，而{\displaystyle A}是一個歸一化（normalizing）參數（parameter）去配合已知的主環放出光通量的總和。參數q在粒子的r <15 ± 0.3 μm時為2.0 ± 0.2、在粒子的r > 15 ± 0.3 μm時為 = 5±1 。大小在mm–km之間的較大物體分佈情況目前不明。在此模型下的光線散射由r～15 μm的粒子主導。
以上提及的冪次法則可以估算出主環光深度{\displaystyle \scriptstyle \tau }：主體為{\displaystyle \scriptstyle \tau _{l}\,=\,4.7\times 10^{-6}}而塵埃為{\displaystyle \scriptstyle \tau _{s}=1.3\times 10^{-6}}。以上光深度指出在環內所有粒子的總橫切面（cross section）面積約為5000 km²（與此相比的木衛十六和木衛十五的橫切面面積約為1500 km²）。主環內的粒子形狀預估是非球面的。塵埃的總質量估計約為107−109 kg。大粒子依據其最大大小（最大約為1 km）得出其質量為1011−1016 kg（不包括木衛十六和木衛十五）。這些質量可以與木衛十五的質量（約為2×1015 kg）、木衛五的質量（約為2×1018 kg）及月球的質量（7.4×1022 kg）比較。
主環包含兩種種類的粒子解釋了為何她的外表會依據觀察角度不同而有所改變。塵埃散射了不少的正面光線形成了一個由木衛十五軌道定界的既厚而且同質的環（不計算木衛十六的缺口）。與此相反，主要散射背向光線的大粒子在木衛十六與木衛十五的軌道間形成了一定數量的小環。

### 起源及年紀

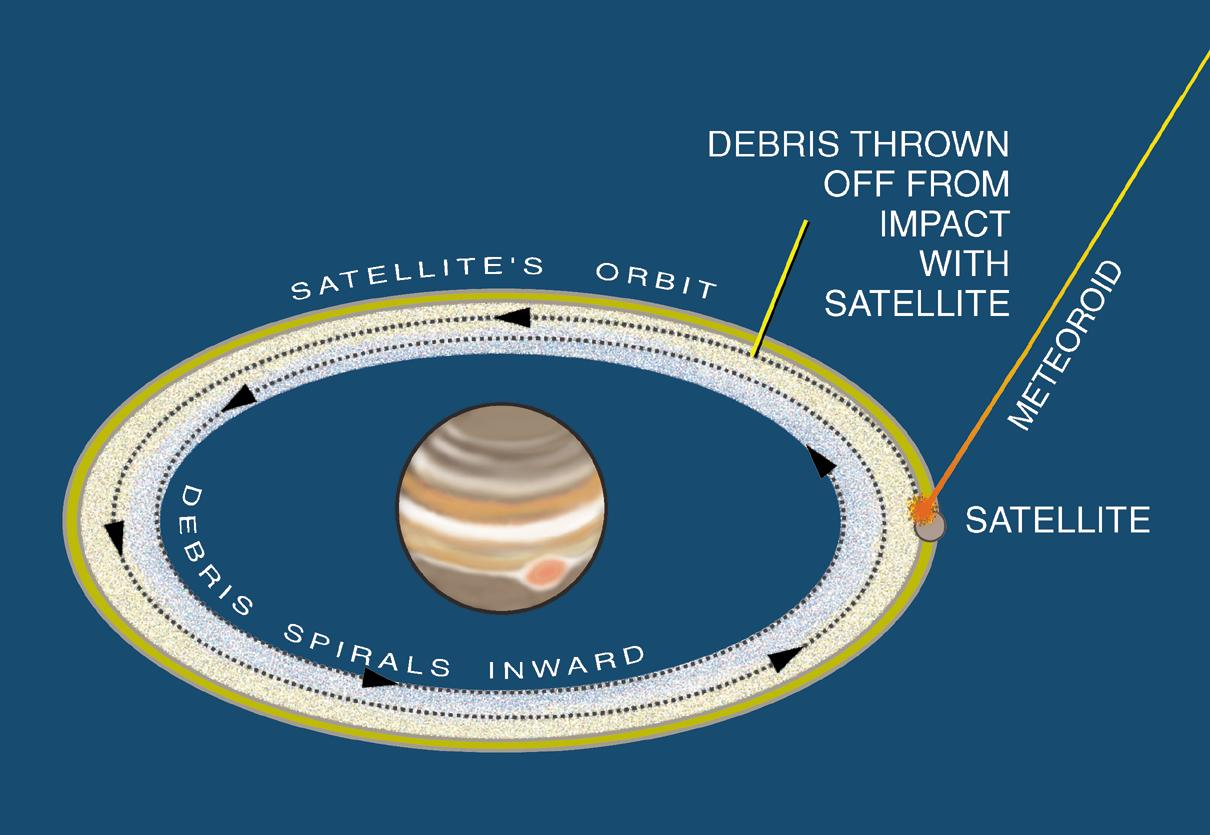
木星環的形成

塵埃因為波印廷-羅伯森效應（Poynting-Robertson effect）和木星磁場（Jupiter's magnetosphere）的電磁力綜合作用由主環不斷被抽走。揮發性（Volatility）的化合物如冰亦會快速蒸發。塵埃粒子在環內的壽命約為100年，所以那些塵埃必定不斷由大小由1 cm至0.5 km的大物體的碰撞及由同等大小的大物體與木星系統外的高速粒子的碰撞而得到補償。這些母體的分佈限制在1000 km闊的狹窄且光亮的主環外部，而木衛十六和木衛十五亦計算在內。由新視野號得出最大母體的大小必定小於0.5 km。之前由哈勃太空望遠鏡和卡西尼-惠更斯號觀察所得出的最大母體的大小為接近4 km。由撞擊造成的塵埃保持了大約與母體相同的軌道根數，並慢慢地向木星以螺旋狀移動，形成在背向散射光線下的暗淡主環內部及光環
。主環的年齡現在仍然是未知數，但她可能是古時接近木星的小物體的最後殘存者。

## 光環

### 外觀及結構

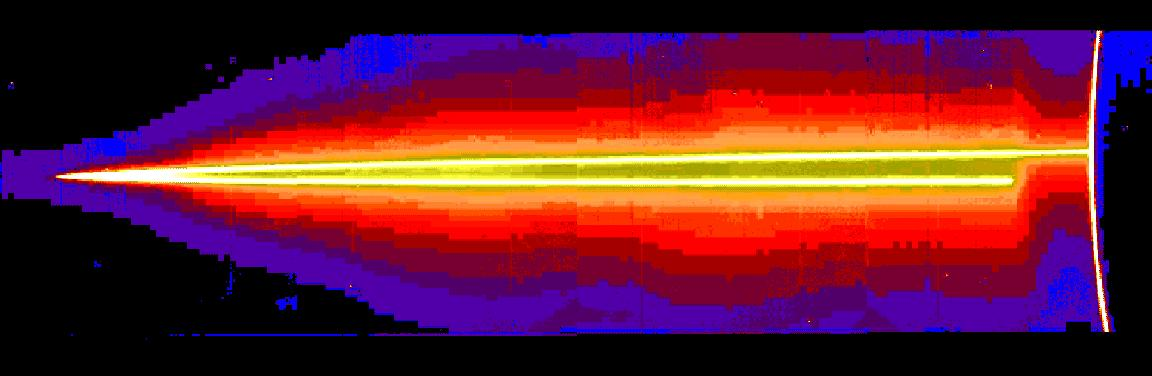
由伽利略號拍攝的光環偽色（False Color）正向散射圖像（鳴謝NASA/JPL-Caltech）

#### 範圍
光環是木星環中最內部及最厚的。她的外部邊界與主環內部邊界在半徑122,500 km（1.72 RJ）重疊。由此半徑開始光環向木星快速增厚。光環的實際縱向伸延不明但其物質可以在距環面高度高至10,000 km偵測到。光環的內部邊界十分清晰並位於半徑100,000 km（1.4 RJ）處，但部分物質被發現在92,000 km的更深入地區。所以光環的闊度約為30,000 km。

#### 外觀
她的形狀類似一個缺乏清楚內部結構的厚環面。與主環相對，光環的外觀與觀察角度只有少量關聯性。

#### 亮度
在伽利略號廣泛拍攝的光環在正向散射光線中顯得最亮。雖然光環的表面光度比主環小很多，其與環平面垂直的綜合光子通量（Flux）則因為其較大的厚度而可以與主環比較。雖然她有一個號稱長於20,000 km的垂直伸延，光環的光度在環面最為集中並遵守冪次法則（與z−0.6 to z−1.5成正比例），而z是環面垂直的高度。光環由凱克天文台及哈勃太空望遠鏡在背向散射光線下觀察的外表基本相同，但其總光子通量比主環小幾倍，並在越接近環面便越集中。

#### 光譜性質
光環的光學頻譜性質與主環不一樣。其在0.5–2.5 μm級別的通量分佈比主環較平；光環不是紅色而可能甚至是藍色。

### 光環的起源

#### 含塵成分與光深度
光環的光學性質可以由她只由粒子大小小於15 μm的塵埃構成的假設得到解釋。光環遠離環平面的部分可能包含超微米的塵埃。此含塵的成分解釋了光環的較強正向散射、藍色及缺乏可見結構。塵埃可能由主環而來，以上的假設由光環光深度是{\displaystyle \scriptstyle \tau _{s}\,\sim \,10^{-6}}而可與主環光深度比較的事實得到支持。

#### 高厚度與木星磁圈
光環的高厚度的原因在於木星磁圈的電磁力刺激到塵埃的軌道傾角及軌道離心率。光環的外部邊界與強力3:2羅倫茲共振（Lorentz Resonance，羅倫茲共振是一個粒子軌道運動與行星磁圈轉動之間，當她們的軌道周期比例是一個有理數時產生的共振）的位置重疊。當波印廷-羅伯森效應（Poynting-Robertson effect）把粒子緩慢拉往木星，她們的軌道傾角在經過時會受到刺激。繁盛的主環可能正正是光環的開始。

#### 明確內部邊界與羅倫茲共振
光環的內部邊界距離最強的2:1羅倫茲共振不遠。在此共振下刺激可能十分顯著，令粒子衝入木星大氣層內，所以令光環有一個明確的邊界。根據主環的推算，光環的質主環有相同的年齡。

## 薄紗光環

### 阿馬爾塞薄紗光環

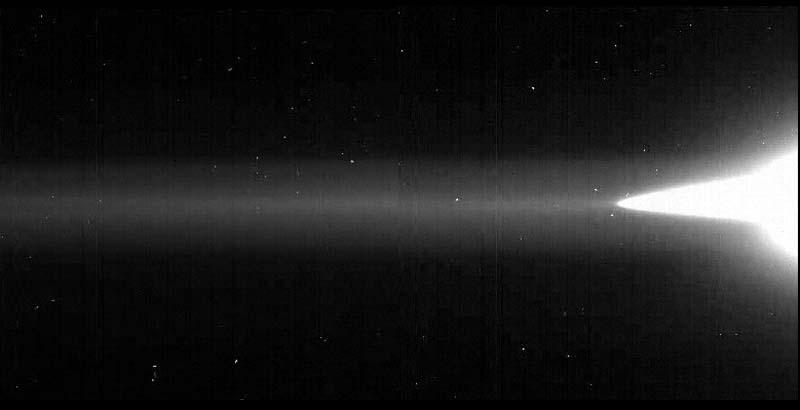
由伽利略號拍攝的薄紗光環的正向散射圖像（鳴謝NASA/JPL-Caltech）

#### 範圍
阿馬爾塞薄紗光環是一個有矩形橫切面的暗淡結構，由182,000 km（2.54 RJ）的木衛五軌道伸延至129,000 km (1.80 RJ)。其內部軌道因為光亮很多的光環及主環的存在而不能明確界定。其接近木衛五軌道的厚度約為2300 km，並往木星方向略為減少。阿馬爾塞薄紗光環實際上在頂部及底部為最亮，而越接近木星則越亮。其外部邊界相對陡峭，特別是在頂部的邊界。

#### 附加結構
阿馬爾塞薄紗光環的輻射狀剖面有一個顯著的突出物，並剛好位於木衛五軌道內部。正向散射光線下的阿馬爾塞薄紗光環比主環暗淡約30倍。在背向散射下她只能夠由凱克天文台的望遠鏡及哈勃太空望遠鏡上的先進巡天照相機所偵測到。背向散射圖像顯示環上在剛好在木衛五軌道內的有光度增加，從面推測出那處有一個附加結構。

#### 質量與光深度性質
在地面上能夠偵測到阿馬爾塞薄紗光環再加上伽利略號的圖像容許了粒子大小分佈的確定，並發現了其分佈遵守主環塵埃相同的冪次法則，為q=2 ± 0.5。其光深度約為10−7（其數量級小於主環），但是其塵埃總質量為卻可以與之比較（107–109 kg）。

### 底比斯薄紗光環

#### 範圍
底比斯薄紗光環是木星環中最暗淡的。她顯示出十分暗淡和有一個矩形橫切面的結構，由位於226,000 km（3.11 RJ）的木衛十四軌道伸延至129,000 km (1.80 RJ)。其內部邊界因為光亮很多的主環及光環存在而不能明確界定。她的厚度約距木衛十四軌道8400 km及越接近木星就越薄。底比斯薄紗光環實際上在頂部及底部為最亮，其光度在越接近木星時越會上升。其外部邊界並不特別陡峭，伸延超過15,000 km。

#### 底比斯延伸
在木衛十四外勉強可見一個連續的環，伸延至260,000 km（3.50 RJ），被稱為“底比斯延伸”（Thebe Extension）。她在正向散射光線下比阿馬爾塞薄紗光環暗淡3倍。在背向散射光射下她只能夠由凱克天文台的望遠鏡所偵測到。背向散射圖像顯示她在木衛十四內部不遠有一個光度的上升。

#### 質量與光深度性質
底比斯薄紗光環的光深度約為3×10−8（比阿馬爾塞薄紗光環低3倍），但塵埃總質量相同（約為107–9 kg）。在2002年至2003年間伽利略號經過底比斯薄紗光環，令她的塵埃初次被偵測到。其次量度透露她的粒子大小為0.2–3 μm，所以確定了薄紗光環的塵埃成分。

### 薄紗光環的起源
薄紗光環中的塵埃與主環及光環的來源基本相同。她的來源分別為木星月亮木衛十四及木衛五。由木星系統以外而來的拋射體（projectiles）的高速撞擊由其表面放射出塵埃粒子。那些粒子一開始與其月亮的軌道相同，但漸漸的因為波印廷-羅伯森效應而以螺旋狀向內移動。薄紗光環的厚度由其月亮的垂直遊移決定，因為其月亮有一個非零的軌道傾角。以上假設基本上解釋了幾乎所有的薄紗光環的可見性質：矩形橫切面、厚度依照往木星方向而下降與及在頂部及底部的光度。但有部分性質仍然未能解釋，例如"底比斯延伸"（其出現可能是因為在木衛十四外的不可見物體）及在背向散射光線下的可見結構。

## 探索
木星環的存在是在1975年由先鋒11號對於行星輻射帶（radiation belt）的觀察所推演出來的。在1979年，旅行者1號拍攝了木星環系統的一張過度感光圖片。更廣泛的拍攝由旅行者2號在同年進行，容許了對木星環系統結構的一個粗略估計。由伽利略號在1994年至2003年間拍攝取得的極佳質素圖像大大的增加了對木星環的現有知識。由凱克天文台在1997年及2002年對木星環進行的地面觀測及哈勃太空望遠鏡在1999年的觀測透露了木星環在背向散射光線下的豐富可見結構。由新視野號在2007年二月至三月期間傳送的圖像令主環精細結構可以被首次觀察。在2000年，卡西尼-惠更斯號往土星的旅程中對木星環系統進行了廣泛觀察。未來對木星系統的任務將可提供對木星環更多的資訊。